# Natuurlijk getal
Een natuurlijk getal is een getal dat het resultaat is van een telling van een eindig aantal dingen, dus een van de getallen {\displaystyle 0,1,2,3,4,5,\ldots } De verzameling natuurlijke getallen wordt aangegeven met het symbool {\displaystyle \mathbb {N} }. Er is geen overeenstemming of het getal 0 bij de natuurlijke getallen hoort. In de traditionele definitie beginnen de natuurlijke getallen bij 1 – van daaraf begint men immers te tellen. Vanaf de negentiende eeuw ziet men de definitie opduiken die 0 wel tot de natuurlijke getallen rekent (zie geschiedenis). In de wiskunde wordt tegenwoordig vrij algemeen het getal 0 tot de natuurlijke getallen gerekend. In dat geval geldt dat als de verzameling van de natuurlijke getallen wordt aangevuld met de negatieve getallen {\displaystyle -1,-2,-3,\ldots }, de verzameling van de gehele getallen ontstaat, aangeduid door het symbool {\displaystyle \mathbb {Z} }. De natuurlijke getallen vormen dus een strikte deelverzameling van de verzameling van de gehele getallen: {\displaystyle \mathbb {N} \subset \mathbb {Z} }
De notaties {\displaystyle \mathbb {N} _{0},} {\displaystyle \mathbb {N} ^{+},} {\displaystyle \mathbb {Z} _{0},} {\displaystyle \mathbb {Z} _{0}^{+}} en {\displaystyle \mathbb {Z} _{0}^{-}} worden ook gebruikt om de natuurlijke of gehele getallen met uitsluiting van 0, of de (al dan niet strikt) negatieve getallen weer te geven; hun precieze betekenis verschilt echter tussen auteurs.
Getallen in de vorm {\displaystyle n+n} (of {\displaystyle 2n}), waarbij {\displaystyle n} behoort tot {\displaystyle \mathbb {N} }, noemt men even; dit is de verzameling {0, 2, 4, 6, 8, ...}. De overige getallen in {\displaystyle \mathbb {N} } noemt men oneven; dit is de verzameling {1, 3, 5, 7, ...}. Oneven getallen kunnen voor een zeker natuurlijk getal {\displaystyle n} geschreven worden als {\displaystyle 2n+1}.
Alle verzamelingen waarvoor een bijectie bestaat met {\displaystyle \mathbb {N} }, worden aftelbaar oneindige verzamelingen genoemd. Dit is onder meer het geval voor de verzameling van de even getallen, voor de oneven getallen en voor de priemgetallen; alle drie zijn dit deelverzamelingen van {\displaystyle \mathbb {N} }.
Getallenverzamelingen zijn een belangrijk begrip in de tak van de wiskunde die getaltheorie wordt genoemd.

## Definiëring

Natuurlijke getallen kunnen worden gebruikt om objecten, bijvoorbeeld appels, te tellen.

In de wiskunde zijn verschillende pogingen gedaan de natuurlijke getallen preciezer te definiëren, Een van de eerste pogingen is van Peano.

### Axioma's van Peano
Peano legde de natuurlijke getallen axiomatisch vast. De axioma's van Peano luiden:
- Er is een natuurlijk getal 0.
- Elk natuurlijk getal heeft een opvolger.
- 0 is niet de opvolger van enig natuurlijk getal.
- Verschillende natuurlijke getallen hebben verschillende opvolgers
- Een verzameling natuurlijke getallen die 0 bevat en met elk getal ook diens opvolger, is de verzameling van alle natuurlijke getallen zelf (inductieaxioma).

Op dit laatste axioma steunt het bewijs met behulp van volledige inductie.
Omdat ze refereert aan de verzameling van alle natuurlijke getallen past de hierboven gegeven formulering van het inductieaxioma binnen de tweede-orde-logica. Met een axiomaschema omvattende een oneindigheid aan axioma's die elk refereren aan één uitspraak, kan binnen de eerste-orde-logica, en zonder nog gebruik te maken van verzamelingenleer, het inductie-axioma vervangen worden door:
- Veronderstel:
  - {\displaystyle n} is een willekeurig natuurlijk getal
  - {\displaystyle S(n)} is de opvolger van {\displaystyle n}
  - {\displaystyle P(n)} is een willekeurige uitspraak over {\displaystyle n}
  - {\displaystyle P(0)} is waar
  - {\displaystyle P(S(n))} volgt noodzakelijk uit {\displaystyle P(n)}
- dan is {\displaystyle P(n)} waar voor alle natuurlijke getallen {\displaystyle n}.

Voor elk predicaat {\displaystyle P} waarin {\displaystyle n} optreedt, stelt dit een axioma voor.
Van later datum is de definitie van de natuurlijke getallen met behulp van verzamelingen.

### Binnen de verzamelingenleer
In de verzamelingenleer van Zermelo-Fraenkel (ZF) worden natuurlijke getallen gedefinieerd met behulp van verzamelingen. Elk natuurlijk getal wordt gelijkgesteld aan de verzameling van kleinere natuurlijke getallen. Dat wil zeggen:
- {\displaystyle 0:=\varnothing }, de lege verzameling (er zijn geen natuurlijke getallen kleiner dan 0)
- {\displaystyle 1:=\{0\}=\{\varnothing \}}
- {\displaystyle 2:=\{0,1\}=\{\varnothing ,\{\varnothing \}\}}
- {\displaystyle 3:=\{0,1,2\}=\{\varnothing ,\{\varnothing \},\{\varnothing ,\{\varnothing \}\}\}}

algemeen geldt de definitie:
- {\displaystyle n+1:=n\cup \{n\}}

Het begrip ordinaalgetal breidt dit uit naar grotere verzamelingen, of anders gezegd, naar getallen voorbij de natuurlijke getallen.

#### Alternatieve constructie
Eenvoudig is in te zien dat ook andere constructies mogelijk zijn, zoals:
- {\displaystyle 0:=\varnothing }, de lege verzameling (er zijn geen natuurlijke getallen kleiner dan 0)
- {\displaystyle 1:=\{0\}=\{\varnothing \}}
- {\displaystyle 2:=\{1\}=\{\{\varnothing \}\}}
- {\displaystyle 3:=\{2\}=\{\{\{\varnothing \}\}\}}

algemeen geldt de recursieve definitie:
- {\displaystyle n+1:=\{n\}}

Elk natuurlijk getal is de verzameling met als enig element het getal dat eraan voorafgaat.
Deze constructie, die min of meer neerkomt op het aantal openings- of sluitingsaccolades, is praktisch gelijk aan het zetten van een streepje voor elk geteld object.

### Zermelo-Fraenkel
Een van de axioma's van ZF is het bestaan van een opvolgerverzameling:
{\displaystyle \exists \Omega {\bigl (}0\in \Omega \wedge \forall y\,(y\in \Omega \rightarrow y\cup \{y\}\in \Omega ){\bigr )}}.
De kleinste verzameling die hieraan voldoet is {\displaystyle \mathbb {N} }.

## Geschiedenis
De natuurlijke getallen ontstonden op natuurlijke wijze bij het tellen van voorwerpen. Bijvoorbeeld: "ik heb vier schapen", "hij is de derde zoon". Het getal nul komt hierbij niet voor: er wordt geteld vanaf een.
De Babyloniërs en ook de Egyptenaren ontwikkelden een systeem met cijfers om getallen voor te stellen. Zo konden ook grote getallen gemakkelijker opgeschreven worden. De Egyptenaren hadden aparte hiërogliefen voor de cijfers 1 t/m 10 en voor alle machten van 10, tot en met 1 miljoen. Op een steen in Karnak komen bijvoorbeeld de getallen 276 (twee honderden zeven tienen zes enen) en 4622 voor. Dit dateert van 1500 v.Chr.
Nog later  werd in Babylonië het teken 'nul' toegevoegd, als plaatsvervangend teken voor bijvoorbeeld geen honderdtallen. Zo waren de tekens voor honderdtallen, tientallen, ... niet meer nodig; de positie van het cijfer duidt aan of er honderdtallen, tientallen, ... worden bedoeld. Zij beschouwden 0 zelf echter niet als een natuurlijk getal. De Babyloniërs gebruikten vanaf ca. 450 v.Chr. wel een geschreven teken voor een positie van een nul, maar niet wanneer dit als eerste of als laatste teken in een getal voorkwam.

De Maya-beschaving gebruikte 0 wel als apart getal vanaf 1e eeuw v.Chr.
De getaltheorie, oorspronkelijk de studie van natuurlijke getallen, begon met de Griekse filosofen Pythagoras en Archimedes. Ook in Indië, China en Midden-Amerika werden onafhankelijk daarvan rond dezelfde tijd vergelijkbare studies gemaakt.
De moderne beschouwing van de natuurlijke getallen komt van de Indische wiskundige Brahmagupta in 628 na Chr. Pas meer dan vijf eeuwen later aanvaardden ook de Europese wiskundigen het idee dat 0 een apart getal is, meestal echter niet als natuurlijk getal.
In de 19e eeuw formuleerde Peano een axiomatische definitie van de natuurlijke getallen, gebaseerd op de verzamelingenleer, waarin hij het getal 0 ook tot de natuurlijke getallen liet behoren. Dat neemt niet weg dat bij het tellen vanaf 1 geteld wordt. Echter bij gebruik van de natuurlijke getallen als index is het soms handig om als laagste index 0 te nemen.